# Signum (Unternehmen)
Signum (lateinisch für „Zeichen“) ist ein deutsches Modelabel, das seinen Schwerpunkt in der Produktion von Hemden hat. Das Label ist die Dachmarke der Dittmar GmbH & Co. KG mit Sitz in Braunschweig.

## Geschichte
Die Ursprünge des Familienunternehmens liegen im Berlin der 1920er Jahre. Gemeinsam mit einem Partner gründete Alfred Dittmar die Wäschefabrik Alfred Dittmar KG, eine Manufaktur für Oberhemden, Herren- und Knabenbekleidung. Nach dem Überstehen der Kriegswirren siedelten Alfred und sein Sohn Frank Dittmar das Unternehmen im Jahr 1948 nach Wolfenbüttel um.
1959 übernahm Frank Dittmar die Geschäftsführung und veränderte unter dem damaligen Markennamen Herzog den Stil der Hemdenproduktion – weg vom Standardcharakter der Hemden, hin zu einer individueller Gestaltung. In den 1960er und 1970er Jahren wurde die Marke mit einigen extravaganten Kreationen zu einem der Wegbegleiter der Hippie-Kultur.
Als Ende der 1970er Jahre auffällige Pullis, T-Shirts und Polo-Shirts populär wurden und immer mehr Textilunternehmer ihre Produktion in Billiglohnländer verlagerten, entwickelte sich für Hemden ein beträchtlicher Preisdruck. Das Unternehmen änderte daraufhin Mitte der 1980er Jahre die Richtung. Inspiriert von italienischen Modedesignern auf der einen und dem Aufkommen eines lässigeren Lebensgefühls auf der anderen Seite, setzte Frank Dittmar bis dahin selten genutzte Stoffe ein, weite Passformen, aufwändige Detailarbeiten, Knöpfe mit Dekor-Charakter, ausgefallene Farben und ein besonderes Augenmerk auf das Finish, also die Waschungen und Färbungen der fertig genähten Hemden. Mit unklassischen Designerhemden zielte das Unternehmen auf die No-Wave-, Pop- und Yuppie-Szene der 1980er Jahre.
Die neue Ausrichtung – anfänglich nur unter der Marke Packard – wurde später für die komplette Hemdenproduktion der Alfred Dittmar GmbH & Co. KG übernommen und mündete schließlich in der Gründung der Marke Signum. Mit dem Start von Signum wurde die Marke Herzog eingestellt. Sowohl Signum als auch Packard besetzten fortan die Nische des teuren, ausdrucksstarken und aus der Reihe fallenden Designerhemds. Im Jahr 1993 verlagerte das Unternehmen seinen Sitz nach Braunschweig.
Später initiierte Frank Dittmars Sohn Jörg einen weiteren Relaunch, der das Angebot der Dittmar GmbH & Co KG – unter Beibehaltung des Markennamens Signum – in drei Linien mit unterschiedlichen Silhouetten und Modegraden aufteilte. Im Zuge dieser Neuausrichtung wurde das Label Packard eingestellt. An dessen Stelle trat die schlanke Linie Slim Cut, mit einer Taillenweite in Größe M von nur 100 cm. Damit konnten neue Umsatzpotentiale im jüngeren modischen Markt erschlossen werden.
Signum verfügte im Jahr 2010 über 15 Flagshipstores und rund 1000 Verkaufsstellen weltweit. Neben Deutschland war das Label stark in der Schweiz, Kanada, Russland, Österreich und den USA vertreten.